# Джеймс Боуен
Джеймс Боуен (на английски: James Bowen) е английски писател на произведения в жанр мемоари и детска литература, известен с книгите си за котарака Боб.

## Биография и творчество
Джеймс Боуен е роден на 15 март 1979 г. в Съри, Англия. Три години по-късно, след развода на родителите му, той се премества в Австралия с майка си и втория си баща. Тъй като там се местят често, не намира приятели и често е тормозен в училище, поради което започва да шмърка лепило и е диагностициран с шизофрения. На втората година в гимназията прекъсва образованието си. През 1997 г. се мести в Лондон при полусестра си и нейния съпруг, за да търси успех в местна музикална група, но групата се разпада, а отношенията с неговите роднини силно се влошават и те се разделят.
През следващите няколко години започва да спи по улиците или да остава в приюти. Започва да използва хероин, за да се справи с болката от бездомността. През 2007 г. решава да се откаже от хероина и да премине на метадонова програма, да работи като уличен музикант в кв. Ковънт Гардън и на площад „Пикадили“, да живее по програма за жилищно настаняване в кв. Тотнъм.
Едва вечер намира бездомен тигров котарак в коридора на сградата. Котаракът има рана и той се грижи за лечението му. Тъй като няма нашийник или идентификационен етикет, го пуска обратно на улицата, надявайки се, че сам ще намери пътя към дома, но котаракът се връа и започва да го следва навсякъде, дори в автобус. Загрижен за него, той го прибира при себе си и го нарича Боб по името на герой от сериала „Туин Пийкс“. Двамата стават неразделни и улична туристическа атракция. Обществената реакция е още по-положителна, когато започва да продава британския уличен вестник The Big Issue, а публиката започва да качва видеоклипове в Ютюб. През това време Боуен решава да прекрати лечението си с метадон. Публичните изяви на дуото привличат вниманието на медиите и първата статия е публикувана през септември 2010 г. Литературният агент Мери Пахнос го свързва с писателя Гари Дженкинс, с когото създават първата книга за котарака Боб.
Първият книга „Уличният котарак Боб“ от едноименната поредица е издаден през 2012 г. Тя става световен бестселър, начело е в списъка на „Сънди Таймс“ и е преведена на над 30 езика по света. През 2016 г. книгата е екранизирана в едноименния филм с участието на Люк Трейдуей и на самия котарак Боб. Филмът печели Национална филмова награда на Обединеното кралство.
Следват още две книги от поредицата – „Светът в очите на Боб“ и „Подарък от Боб“, които също са бестселъри. По тях през 2020 т. е направен следващият филм за съвместния им живот.
На 15 юни 2020 г. котаракът Боб е открит мъртъв на улицата блъснат от неизвестна кола след като два дни преди това е избягал от къщата на Боуен.
След успеха на книгите и филмите за котарака Боб, писателят посвещава времето си на подпомагане на множество благотворителни организации, които целеви групи са бездомни лица, ограмотяването и хуманното отношение към животните.
Джеймс Боуен живее в Лондон.

## Произведения

### Серия „Уличният котарак Боб“ (Bob The Cat) – с Гари Дженкинкс
1. A Street Cat Named Bob: How One Man and His Cat Found Hope on the Streets (2012)[1]
Уличният котарак Боб, изд. „Книгопис“ (2013), прев. Анелия Янева
2. A Gift from Bob: How a Street Cat Helped One Man Learn the Meaning of Christmas (2013)
Светът в очите на Боб, изд. „Книгопис“ (2013), прев. Анелия Янева
3. The World According to Bob: The Further Adventures of One Man and His Street-wise Cat (2014)
Подарък от Боб, изд. „Книгопис“ (2014), прев. Анелия Янева

#### В света на Боб
- Where in the World is Bob? (2013) – книга с картинки[1]
- The Little Book of Bob : Life Lessons from a Street-Wise Cat (2018) – документална

##### Поредица „Уличният котарак Боб“ (Bob The Cat) – книги за деца
1. Bob: No Ordinary Cat (2013)[1]
2. For the Love of Bob (2014)

##### Поредица „Уличният котарак Боб“ (Bob The Cat) – книжки с картинки, с Гари Дженкинкс
1. My Name is Bob (2014) – за живота на Боб преди да срещне Боуен[1]
Преди да стана Боб, изд. „Книгопис“ (2014), прев. Анелия Янева
2. Bob to the Rescue (2015)

### Екранизации
- 2016 A Street Cat Named Bob
- 2020 A Christmas Gift from Bob – по „Светът в очите на Боб“ и The Little Book of Bob